# 鄧一鼒
鄧一鼒（？年—？年），广西桂林府全州人。明末政治人物。

## 生平
天啓四年（1624年）甲子科广西乡试舉人，崇祯四年（1631年）辛未科进士，授福建尤溪县知县，官至兵部主事。曾撰修《尤溪县志》。
弟邓一鼎，崇祯三年举人。